# ORAG-Haus

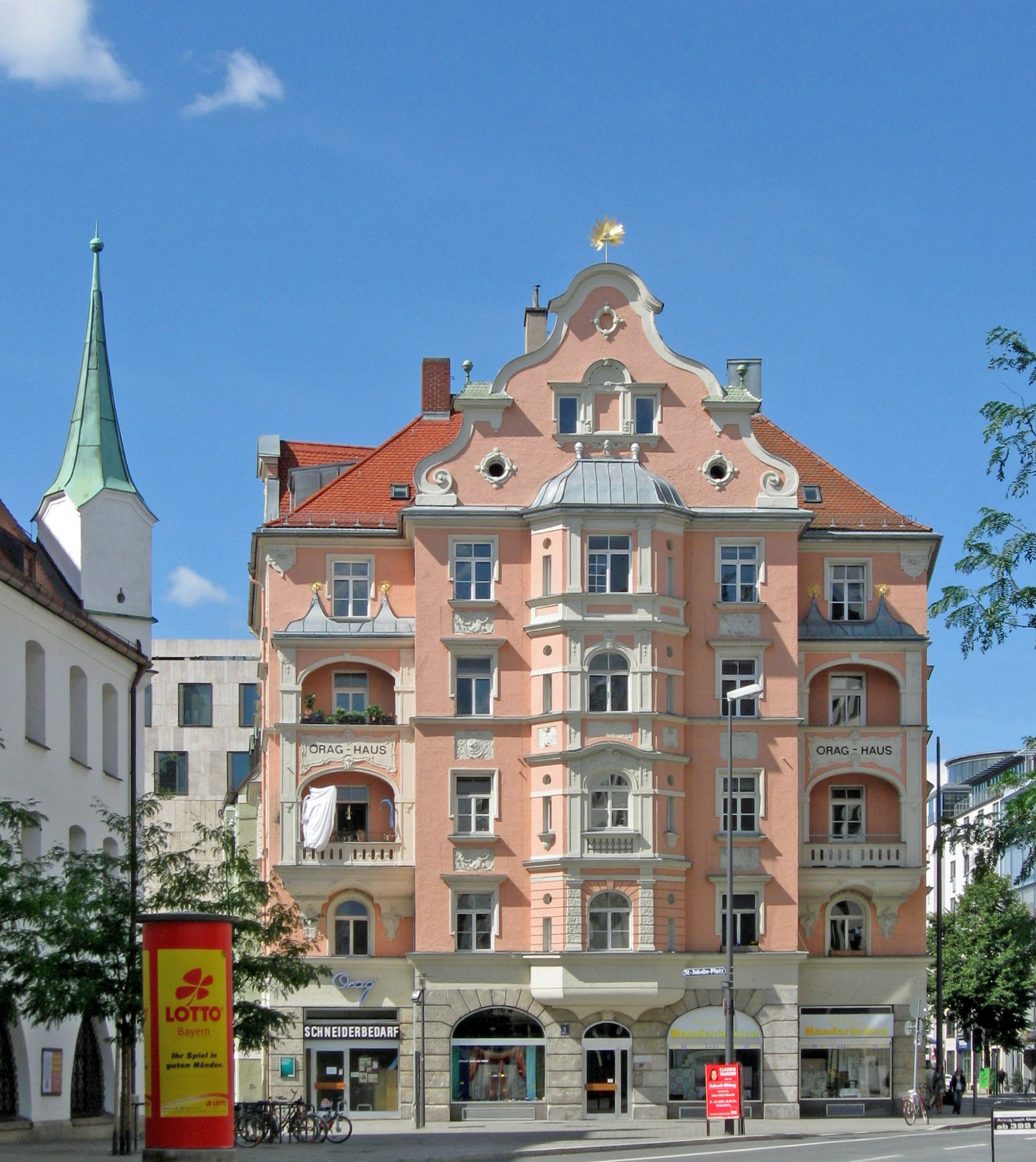
Das ORAG-Haus am Münchner Oberanger

Das ORAG-Haus ist ein Verwaltungsgebäude und Geschäftshaus im Angerviertel der Münchner Altstadt.

## Geschichte

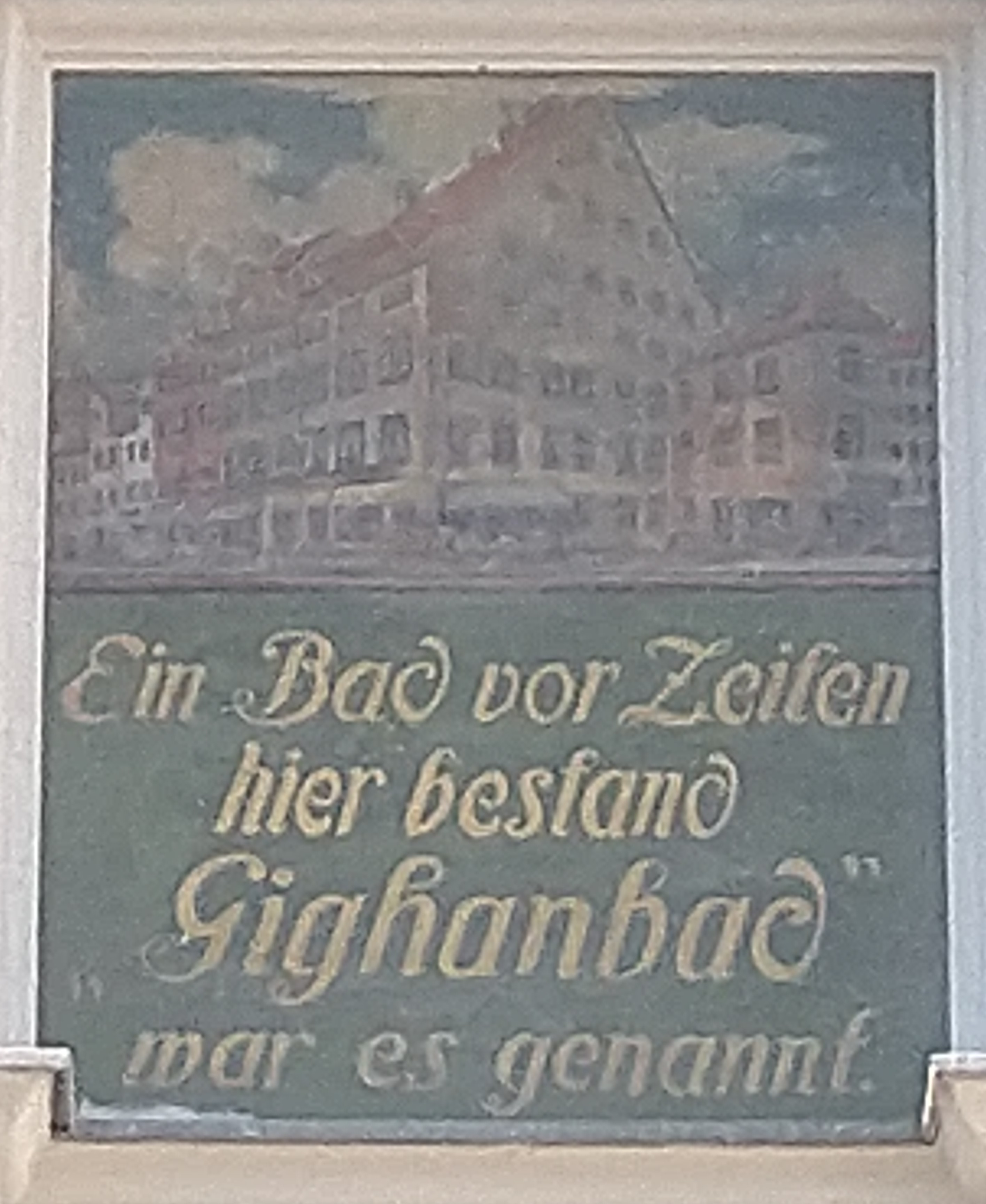
Gedenktafel mit Abbildung des Gighanbads (südwestlich, zentral zwischen den Fenstern im 2. Stock)

An der Stelle des Hauses am Oberanger befand sich von der zweiten Hälfte des 16. Jahrhunderts bis in das 18. Jahrhundert hinein das Gighanbad. Am 13. August 1897 genehmigte die Lokalbaukommission den Neubau eines Geschäftshauses durch Johann Grassel, Inhaber eines Baugeschäfts, und Max Kraus. Dafür wurde das vierstöckige Haan-Baders-Haus abgerissen. 1926 erwarb der Kaufmann Arnold Götz das Gebäude, 1929 kam es in den Besitz der Schneidereigenossenschaft Orag, die auch heute noch dort ihren Sitz hat. Bei den Fliegerangriffen auf München wurde das Haus stark beschädigt. Die Instandsetzungsarbeiten begannen 1945. 1968 wurden unter dem Haus die Tunnelröhren der U3/U6 vorangetrieben. Im Jahr darauf wurden die Läden im Erdgeschoss umgebaut. Für die Renovierung der Fassade wurde 1976 der Fassadenpreis der Landeshauptstadt München verliehen. 1980 wurde das Haus in die Bayerische Denkmalliste eingetragen.